# The Beat Brothers
The Beat Brothers est un groupe rock 'n' roll à géométrie variable qui accompagnait sur disque, durant la première moitié des années 1960, le chanteur et guitariste britannique Tony Sheridan pour ses enregistrements en Allemagne de l'Ouest. Cette formation est surtout connue du fait que le groupe rock The Beatles, à ses débuts, a été le premier à porter ce nom.
Bien qu'on lise souvent le contraire, il a été clairement démontré par des experts, tels Mark Lewisohn et Hans Olof Gottfridsson (sv), que seuls neuf titres ont été enregistrés par les Beatles à Hambourg, dont un a été perdu et deux effectués par le groupe sans Sheridan. De ceux-ci, seules trois chansons ont été publiées et créditées au nom des « Beat Brothers ». Les autres ont généralement été publiées en 1964 au début de la crête de la Beatlemania et créditées à « The Beatles with Tony Sheridan ».

## Historique
Fin mai 1960, Tony Sheridan est recruté par le pianiste Iain Hines pour compléter The Jets, son nouveau groupe qui comprend Rick Richards, Colin « Melander » Crawley, Pete Wharton et Jimmy Ward, formé afin de pouvoir profiter de l'occasion offerte par Bruno Koschmider, le propriétaire du Kaiserkeller (en), de quitter le 2i's Coffee Bar (en) de Londres pour jouer dans son club de Hambourg.
Sheridan finit par quitter ce groupe, et collabore avec différents musiciens. Il est remarqué par un associé de Bert Kaempfert au moment où il est sur scène du Top Ten Club (en) avec les Beatles, un autre groupe britannique de passage à Hambourg alors composé de John Lennon, Paul McCartney, George Harrison, Pete Best et Stuart Sutcliffe. Le chef d'orchestre et producteur allemand offre de les enregistrer et, le 22 juin (et possiblement le lendemain aussi), sept chansons sont mises en boîte dans un studio local,. Mais, il est rapidement décidé que le nom « Beatles » ressemble trop au mot « piedels » pour être utilisé; un terme enfantin argotique allemand pour l'organe sexuel mâle (on entend John Lennon y faire référence dans leur disque de Noël de 1964). Le producteur décide donc de les rebaptiser « The Beat Brothers ». Ce nom sera réutilisé par Sheridan jusqu'en 1965 pour ses groupes accompagnateurs lorsqu'il publiera des disques.
Seules trois chansons enregistrées avec les Beatles ont été commercialisées et créditées à « Tony Sheridan and The Beat Brothers » ; le single My Bonnie, avec The Saints (When the Saints Go Marching In) en face B, et Sweet Georgia Brown sur un extended play.
Le single crédité ainsi est publié fin 1961 en Allemagne de l'Ouest et début 1962 aux États-Unis et ailleurs. À l'insistance de Brian Epstein, le nouveau manager du groupe,, il sera crédité à « Tony Sheridan and the Beatles » lors de sa publication en Angleterre le 5 janvier 1962 ; c'est la première fois que le nom du groupe apparaît sur un 45 tours. Ces deux chansons seront aussi incluses sur l'album My Bonnie de Tony Sheridan, toujours crédité aux « Beat Brothers », mais les Beatles sont tout de même identifiés en petites lettres sur la pochette d'origine. Tous les autres titres de ce 33 tours sont enregistrés par Sheridan avec d'autres musiciens dont certains ont été membres des Jets.
En janvier 1962, Polydor France publie le single sous forme d'un super 45 tours intitulé Mister Twist mais avec les deux faces inversées et complétées de l'instrumental Cry for a Shadow et de Why, une composition du chanteur. Cet E.P. est publié sous le seul nom de Tony Sheridan bien qu'on entende les Beatles sur tous les titres y compris sur l'instrumental, une composition originale du groupe à laquelle Sheridan ne participe pas. Ces quatre chansons sont aussi publiées le 21 juillet 1963 en Allemagne de l'Ouest toujours en E.P., cette fois avec My Bonnie en ouverture, crédités à « Tony Sheridan and The Beatles ».
Sweet Georgia Brown, la troisième et dernière chanson jouée avec les Beatles mais créditée au nom des Beat Brothers, est publiée en octobre 1962 en Allemagne de l'Ouest sur le E.P. de Sheridan intitulé Ya Ya,. Ce 45 tours comprend trois titres dont seule la chanson Sweet Georgia Brown est enregistrée avec les Beatles, cette fois accompagnés du pianiste Roy Young, lors d'une seconde et dernière séance avec Kaempfert, effectuée le 24 mai 1962. Les paroles de cette chanson seront réenregistrées par Tony Sheridan en 1964 pendant la Beatlemania, avec une référence au groupe de l'heure, pour être rééditée en single.
Les six autres enregistrements de ces séances avec les Beatles, dont les reprises If You Love Me, Baby (Take Out Some Insurance on Me, Baby) et Nobody's Child, sont publiées ou rééditées en singles en 1964 au plus fort de la Beatlemania, et cette fois créditées à « The Beatles with Tony Sheridan ». Deux autres chansons, Ain't She Sweet et Cry for a Shadow, enregistrées lors de la première séance, sont habituellement crédités simplement aux Beatles car ce chanteur n'y participe pas. En avril, ces huit chansons sont compilées dans l'album allemand The Beatles' First !, complété de quatre autres titres de Tony Sheridan & the Beat Brothers enregistrées sans les Beatles : Ruby Baby et What'd I Say (les deux faces d'un single de 1963), la première partie de Ya Ya (tirée du E.P. homonyme de 1962) et Let's Dance (face B d'un 45 tours sorti en 1962). Ce 33 tours sera réédité partout dans le monde quelquefois avec des titres différents. En mai, la France publiera Les Beatles, un 33 tours de 25 cm de diamètre, compilant uniquement ces huit enregistrement hambourgeois.
Parmi les autres musiciens qui ont participé à des enregistrements avec Sheridan sous le nom de Beat Brothers, on retrouve Rikki Barnes au saxophone, Colin « Melander » Crawley ou Peter Wharton à la basse, Jimmy Doyle ou Johnny Watson à la batterie, et Roy Young au piano. Ce dernier affirme que quatre formations distinctes ont reçu l'appellation « Beat Brothers », dont le groupe The Bobby Patrick Big Six en 1964 qui ne sera crédité à leur nom qu'à partir de l'année suivante et accompagnera Sheridan jusqu'en 1968,.

## Discographie
Voici les différentes parutions créditées au nom de Tony Sheridan and the Beat Brothers ou indication contraire. L'astérisque dénote un titre sur lequel on entend les Beatles ou un disque où ils jouent sur une ou plusieurs chansons.
45 tours (singles)
- *My Bonnie / *The Saints (When the Saints Go Marching In) - 23 octobre 1961[19]
- Madison Kid / Let's Dance - 1962[20]
- You Are My Sunshine / Swanee River - 1962[21]
- Veedeboom Slop Slop / Let's Slop - 1963[22]
- Ruby Baby / What'd I Say - 1963[23]
- Nick-Nack-Hully-Gully / Laternen Hully-Gully - 1963 (Sans Sheridan)[24]
- Skinny Minny (en) [sic]  / *Sweet Georgia Brown - avril 1964[25],[26]
- Jambalaya / Will You Still Love Me Tomorrow - 1964[27]
- Du, du liegst mir im Herzen (de) / Here Comes Linda - 1964 (Sans Sheridan)[28]
- Do-Re-Mi / My Babe - 1965[29]

45 tours (E.P.)
- *Ya Ya (Polydor 21 485) - octobre 1962[13]

33 tours
- *My Bonnie (Polydor 46 612) - juin 1962[30]
- Just a Little Bit of Tony Sheridan (Polydor 237 629) - avril 1964[31]
- *Let's do the Twist, Hully Gully, Slop, Surf, Locomotion, Monkey (SLPHM 237 622), album sampler sorti en février 1964, contenant, entre autres, les quatre chansons tirées du maxi Mister Twist, cette fois créditées à The Beatles with Tony Sheridan, de la chanson Let's Slop, créditée à Tony Sheridan & The Beat Brothers et des chansons Nick Nack Hully Gully et Lantern Hully Gully créditées aux Beat Brothers uniquement[32].
- *The Beatles' First ! (sous-titré Recorded in Hamburg 1961 - Featuring Tony Sheridan and Guests) (Polydor LPHM 46 432) - avril 1964. Quatre chansons de Tony Sheridan & The Beat Brothers ont été ajoutées pour compléter cette compilation des huit enregistrements avec les Beatles[n 12],[4].